# Herb Bemowa (Warszawa)
Herb dzielnicy Bemowo przedstawia na tarczy kroju francuskiego trójdzielnej w słup z prawej w pas, w polu pierwszym biało-czerwoną szachownicę lotniczą Wojska Polskiego. W polu drugim, zielonym – srebrnego jelenia ze złotymi rogami. W polu trzecim, czerwonym umieszczono warszawską Syrenkę. Górną część tarczy zdobi królewski atrybut w postaci złotej korony.

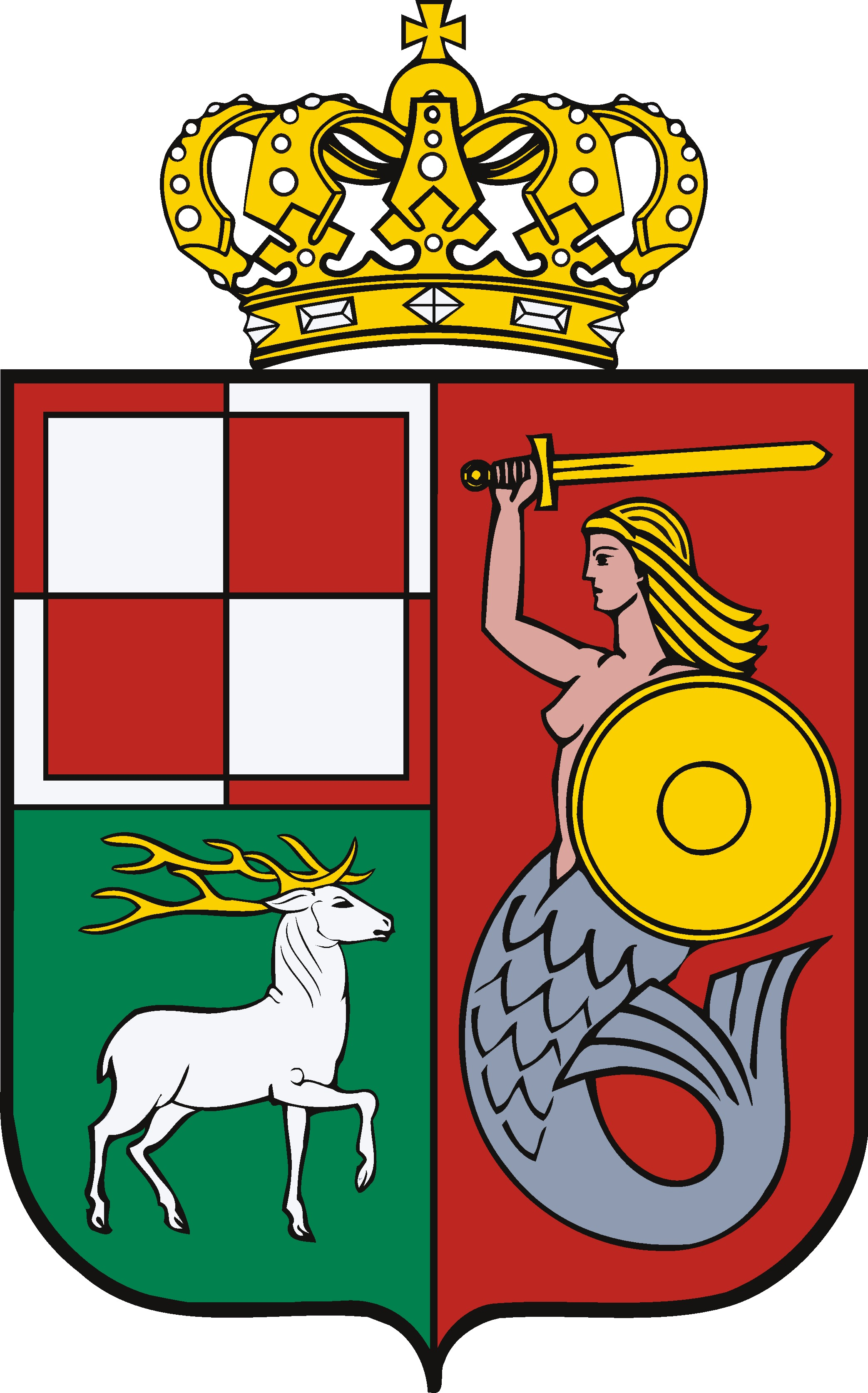
Herb dzielnicy Bemowo.

Herb przyjęty został uchwałą Nr I/3/96 Rady Gminy Warszawa Bemowo z dnia 11.01.1996 roku.

## Symbolika
Szachownica lotnicza jest nawiązaniem do znajdującego się w tej dzielnicy lotniska (Lotnisko Warszawa-Babice).
Jelonek symbolizuje osiedle Jelonki. Syrenka to symbol Warszawy, której częścią jest dzielnica od 1951 roku.